# Ditadura de Garibaldi
A Ditadura de Garibaldi (ou Ditadura Garibaldiana da Sicília) foi o executivo que Giuseppe Garibaldi, após o desembarque em Marsala durante a Expedição dos Mil, nomeou em 17 de maio de 1860 para governar o território da Sicília libertado dos Bourbon das Duas Sicílias, após ter se autoproclamado ditador em nome de Vítor Emanuel. 
Foi sucedida, em 2 de dezembro de 1860, pela Tenência-Geral do Rei para as províncias sicilianas, que terminou em 5 de janeiro de 1862.

## História

### A proclamação
Em 14 de maio de 1860, em Salemi, Garibaldi declarou que estava assumindo a ditadura da Sicília "em nome de Vítor Emanuel, Rei da Itália". Toda a iniciativa de Garibaldi seguia o lema "Itália e Vítor Emanuel"; esta frase e a instituição da ditadura em nome do Rei indicam que Garibaldi havia compreendido que o sucesso da expedição teria sido facilitado pela manutenção de relações com o Reino da Sardenha e pela demonstração de que não queria provocar subversões da ordem social que preocupariam as nações europeias e a burguesia do sul.

### A formação do governo

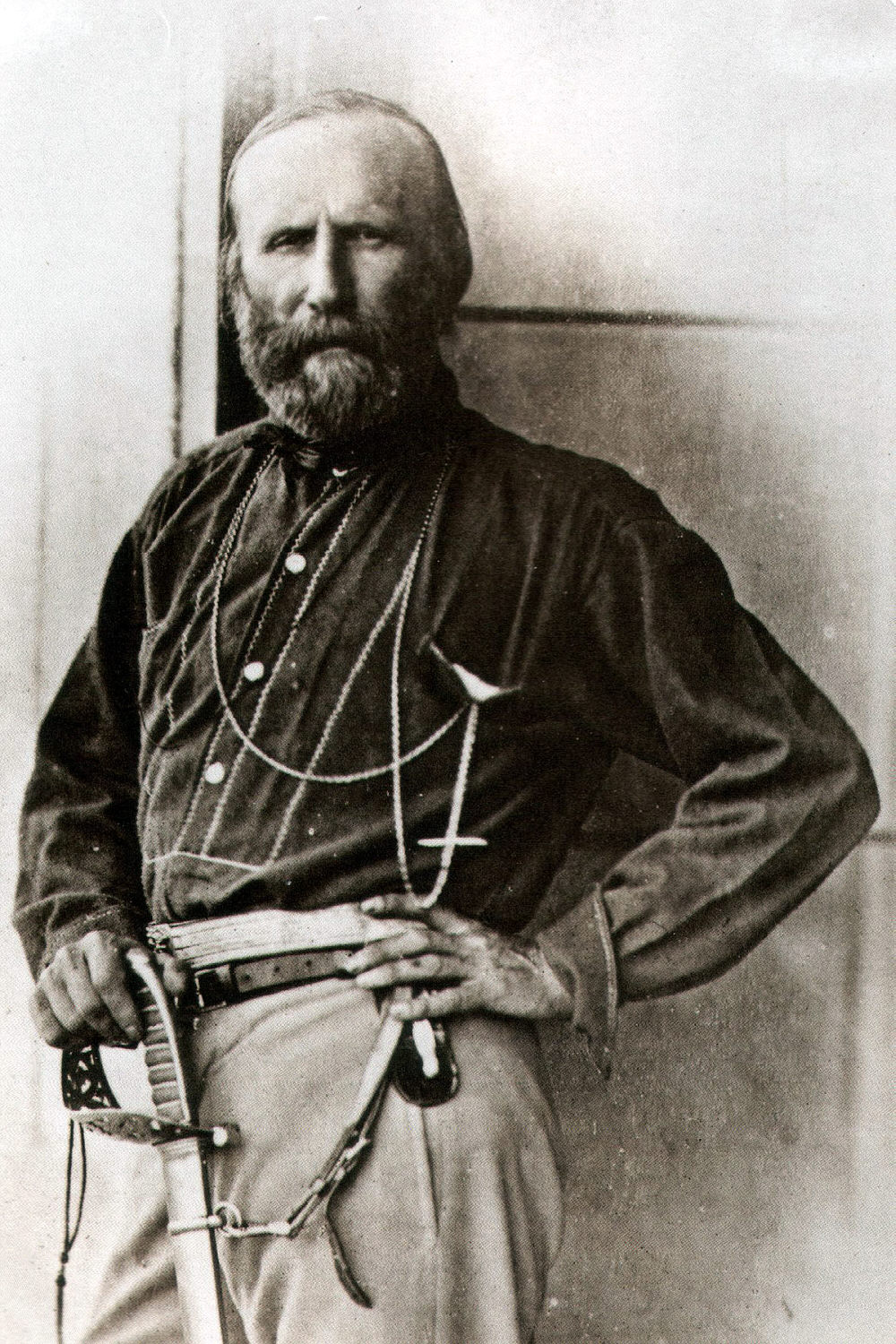
Ditador Garibaldi em Palermo, julho de 1860

No dia 17, Francesco Crispi, em Alcamo, foi nomeado Primeiro Secretário de Estado. No dia 2 de junho, em Palermo, quatro secretários de Estado foram nomeados e seis ministérios foram criados. A gestão financeira foi, de fato, confiada a Ippolito Nievo nomeado vice-intendente-geral. Todos os atos do Governo do Estado da Sicília não reconheciam qualquer legitimidade ao regime anterior, ora denominado "autoridade Bourbon", ora "Reino de Nápoles", nos atos da Ditadura, para sublinhar a ilegitimidade do seu governo sobre a Sicília e, num primeiro momento, os decretos do antigo Reino da Sicília (1848-1849) também foram retomados, como a organização administrativa baseada nos "Distritos", para recuperar a legitimidade do novo governo. Rapidamente, no entanto, os decretos do novo governo caminharam na direção da recepção da legislação sarda e do pré-arranjo para a anexação ao novo Estado italiano em formação. A unidade monetária legal do Reino da Sicília, a onza siciliana, também foi recuperada para substituir o ducado napolitano.
Garibaldi também nomeou representantes do governo que havia estabelecido para os governos de Londres, Paris e Turim. O representante do governo provisório do Reino da Sardenha foi o siciliano Giuseppe La Farina, que em julho foi forçado a renunciar devido a desentendimentos com Crispi e, em seu lugar, Cavour enviou Agostino Depretis. Em 20 de julho, Garibaldi nomeou o próprio Depretis como "pró-ditador", com o exercício de "todos os poderes conferidos ao ditador nas comunas da Sicília". Ele imediatamente promulgou o Estatuto Albertino como lei fundamental da Sicília e impôs a todos os funcionários públicos o juramento de lealdade a Vítor Emanuel II.
Em 14 de setembro, porém, Depretis renunciou, não tendo conseguido convencer o general a anexar diretamente a Sicília ao Reino da Sardenha. De Nápoles, em 16 de setembro, Garibaldi emitiu um decreto no qual "o ditador delega dois pró-ditadores como seus representantes, um para as províncias continentais e outro para a Sicília". E no dia 17, Antonio Mordini tomou posse na Sicília como pró-ditador.

### A anexação
Mordini permaneceu no poder após a conclusão do plebiscito da anexação de 21 de outubro de 1860, até a anexação ao recém-constituído Reino da Itália em 2 de dezembro seguinte, quando os poderes foram transferidos para uma Tenência provisória para as Províncias da Sicília e o Governo do Estado da Sicília cessou definitivamente.
Os resultados do plebiscito foram proclamados pelo Presidente da Suprema Corte de Justiça, Pasquale Calvi, em 4 de novembro. A anexação ao Estado italiano foi então ratificada pelo Parlamento do Reino e o decreto publicado no Diário Oficial do Reino, nº 306, de 26 de dezembro de 1860.

## O governo

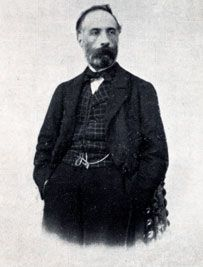
Francesco Crispi em 1860, primeiro Secretário de Estado.

### Chefes do Executivo
- Francesco Crispi (primeiro Secretário de Estado) (17 de maio a 27 de junho de 1860)
- vacante (27 de junho a 18 de julho de 1860)
- Giuseppe Sirtori (pró-ditador) (18 a 22 de julho de 1860)
- Agostino Depretis (pró-ditador) (22 de julho a 14 de setembro de 1860)
- Antonio Mordini (pró-ditador) (17 de setembro a 2 de dezembro de 1860)

### Os departamentos

#### Primeiro governo
- Primeiro Secretário de Estado Francesco Crispi
- da Guerra e Marinha Vincenzo Orsini (de 13 de junho apenas até a guerra),
- do Interior Francesco Crispi (até 23 de junho e depois a partir de 3 de agosto)
- das Finanças Francesco Crispi (a partir de 7 de junho Domenico Peranni)
- da Justiça Andrea Guarneri
- da Educação Pública e Culto Gregorio Ugdulena
- das Relações Exteriores e Comércio Casimiro Pisani
- das Obras Públicas Giovanni Raffaele (a partir de 7 de junho)
- Marinha siciliana Giuseppe Alessandro Piola Caselli (a partir de 13 de junho)

#### Substituições
Seguiram-se várias substituições e adições:
- Vincenzo Fardella di Torrearsa, Secretário de Estado da Presidência do Conselho (17 a 23 de junho)
- Guerra: a partir de 17 de julho Giuseppe Sirtori, a partir de 26 de julho Giacomo Longo, a partir de 30 de agosto interino Giuseppe Paternò
- Obras Públicas (a partir de 27 de junho Gaetano La Loggia com educação pública até 10 de julho)
- Antonio Scialoja para as Finanças (a partir de 27 de junho Francesco Di Giovanni)
- Raffaele Conforti para o Interior (a partir de 27 de junho Gaetano Daita, a partir de 8 de julho Giovanni Interdonato até 3 de agosto)
- Giuseppe Natoli nas Relações Exteriores e Comércio (a partir de 27 de junho) Gaetano La Loggia (a partir de 10 de julho)
- Michele Amari da Educação e Obras Públicas (a partir de 10 de julho) e, interinamente, Relações Exteriores
- Giuseppe Pisanelli para a Justiça (a partir de 27 de junho Filippo Santocanale, a partir de 10 de julho Vincenzo Errante)
- Luigi La Porta à Segurança Pública (a partir de 27 de junho) Gaetano Sangiorgio (a partir de 17 de julho)
- Ottavio Lanza di Trabia Butera no culto (de 27 de junho a 10 de julho)

#### Último governo
Em 18 de setembro, juntamente com a nomeação de Mordini como pró-ditador, é empossado o último executivo:
- Finanças, Domenico Peranni,
- Obras Públicas, Paolo Orlando.
- Culto e Educação Pública, Gregorio Ugdulena.
- Interior, Enrico Parisi, mantendo o cargo de Governador de Trapani.
- Justiça, Pietro Scrofani, mantendo o cargo de Presidente do Grande Tribunal de Contas.
- Segurança Pública, Giorgio Tamajo.
- Marinha, Comissário-Geral da Marinha Giovanni Battista Fauché.
- Guerra, Nicola Fabrizi.
- Relações Exteriores e Comércio, Domenico Piraino (a partir de 20 de setembro, relações exteriores para Francesco Crispi).

## Atividade legislativa

### Decretos

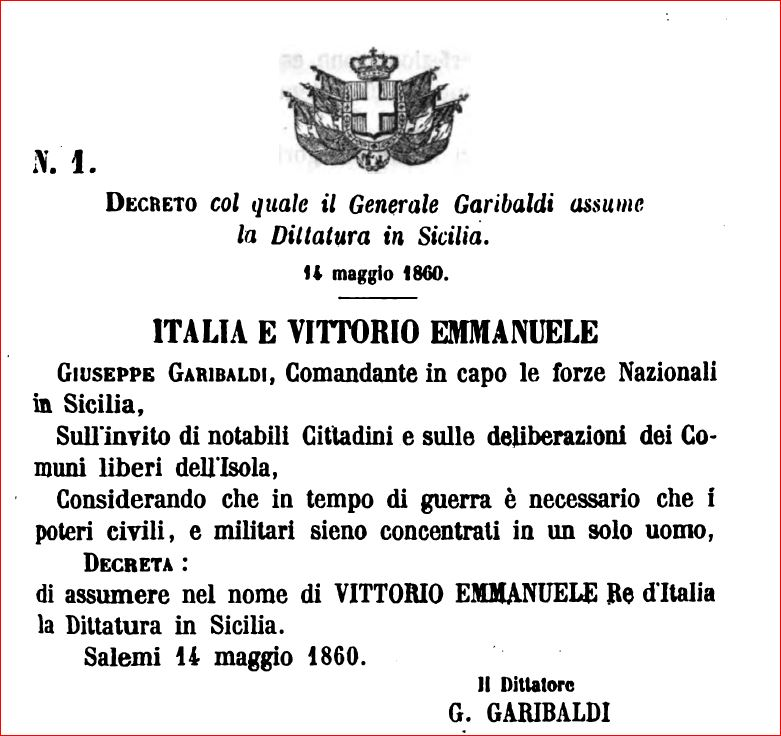
Decreto de assunção da ditadura

Os decretos emitidos foram assinados pelo ditador Garibaldi, "comandante-em-chefe das forças nacionais na Sicília", e, a partir de 2 de junho, coassinados pelo Secretário de Estado responsável pelo ministério. A partir de 18 de julho, emitidos pelos pró-ditadores.
- Decreto n.º 2, de 14 de maio, estabeleceu a formação de uma Milícia Nacional, com uma cota para a manutenção da ordem pública;
- Decreto n.º 4, de 17 de maio, colocou um governador à frente de cada um dos 23 distritos da Sicília;
- Decreto n.º 5, de 17 de maio, aboliu o imposto sobre grãos moídos;
- Decreto n.º 7, de 18 de maio, estabeleceu que um Conselho de Guerra julgaria crimes cometidos por militares e civis;
- Decreto n.º 12, de 28 de maio, estabeleceu que crimes de roubo, assassinato e pilhagem seriam puníveis com a morte;
- Decreto n.º 18, de 6 de junho, estabeleceu a adoção pelo Estado dos filhos daqueles que morreram por sua pátria;
- Decreto n.º 24, de 9 de junho, com o qual todos os fundos de caridade foram alocados àqueles que foram particularmente prejudicados pelos efeitos da guerra;
- Decreto nº 35, de 13 de junho, aboliu o título de "Excelência" e o beijo de mão;
- Decreto nº 43, de 17 de junho, exigiu que os navios sicilianos "hasteassem a bandeira italiana, com o brasão da Casa de Saboia no centro".
- Decreto nº 45, de 17 de junho, suprimiu as companhias de Jesus e do Santíssimo Redentor;
- Decreto nº 78, de 30 de junho, estabeleceu as penas para os perseguidores de agentes do governo Bourbon;
- Decreto nº 79, de 2 de julho, organizou o Exército Siciliano;
- Decreto nº 81, de 5 de julho, organizou a Marinha militar siciliana;
- Decreto nº 98, de 14 de julho, estabeleceu o "Corpo de Carabineiros na Sicília".
- Decreto nº 140, de 3 de agosto, com o qual "o Estatuto Constitucional em vigor no Reino da Itália foi adotado para a Sicília".

## Forças armadas
As formações militares foram formadas, em ordem:
- Milícia nacional siciliana
- Exército Meridional
- Marinha militar siciliana
- Corpo de Carabineiros da Sicília

## A Tenência nas Províncias Sicilianas
Em 1 de dezembro de 1860, Vítor Emanuel II chegou a Palermo e em 2 de dezembro o Marquês Massimo Cordero di Montezemolo foi nomeado "Tenente General do Rei nas províncias da Sicília".

### O Conselho de Tenência
Também foi nomeado um "Conselho de Tenência". O conselho detinha todos os poderes de governo sobre esses territórios, exceto os de Relações Exteriores, Guerra e Marinha, sempre detidos pelo governo central. Mesmo após a proclamação do Reino da Itália, em 1861, a tenência foi mantida.
Era composto pelos Conselheiros da Tenência:
- Giuseppe La Farina, Conselheiro de Estado e Deputado ao Parlamento, no Departamento do Interior e Segurança Pública;
- o advogado Matteo Raeli, no Departamento da Graça e da Justiça;
- il cavaliere Filippo Cordova, Procurador do Rei no Grande Tribunal de Contas, no Departamento das Finanças, Agricultura e Comércio;
- Barone Casimiro Pisani, no Departamento da Educação Pública;
- o Príncipe Romualdo Trigona de Sant'Elia, no Departamento de Obras Públicas;
- o Vice-Governador, Barão Giacinto Tholosano di Valgrisanche, era Secretário-Geral da Tenência.

A partir de 7 de janeiro de 1861, eles foram substituídos por:
- Marquês Vincenzo Fardella di Torrearsa no Departamento de Instrução Pública (a partir de 14 de janeiro nas Finanças, a partir de 20 de fevereiro substituído pelo Conde Michele Amari, a partir de 8 de março Enrico Pirajno, Barão de Mandralisca) e presidência do conselho;
- Advogado Filippo Orlando, Procurador-Geral Adjunto no Grande Tribunal Cível de Palermo, no Departamento da Graça e da Justiça (a partir de 20 de fevereiro, procurador Filippo Santocanale);
- Emerico Amari no Departamento do Interior (a partir de 31 de janeiro, Conde Michele Amari, a partir de 8 de março, Barão Nicolò Cusa);
- Barão Nicolò Turrisi Colonna no Departamento de Segurança Pública (a partir de 31 de janeiro, General Giacinto Carini);
- Príncipe Romualdo Trigona di Sant'Elia no Departamento de Obras Públicas;
- Salvatore Marchese na Educação Pública (a partir de 14 de janeiro).

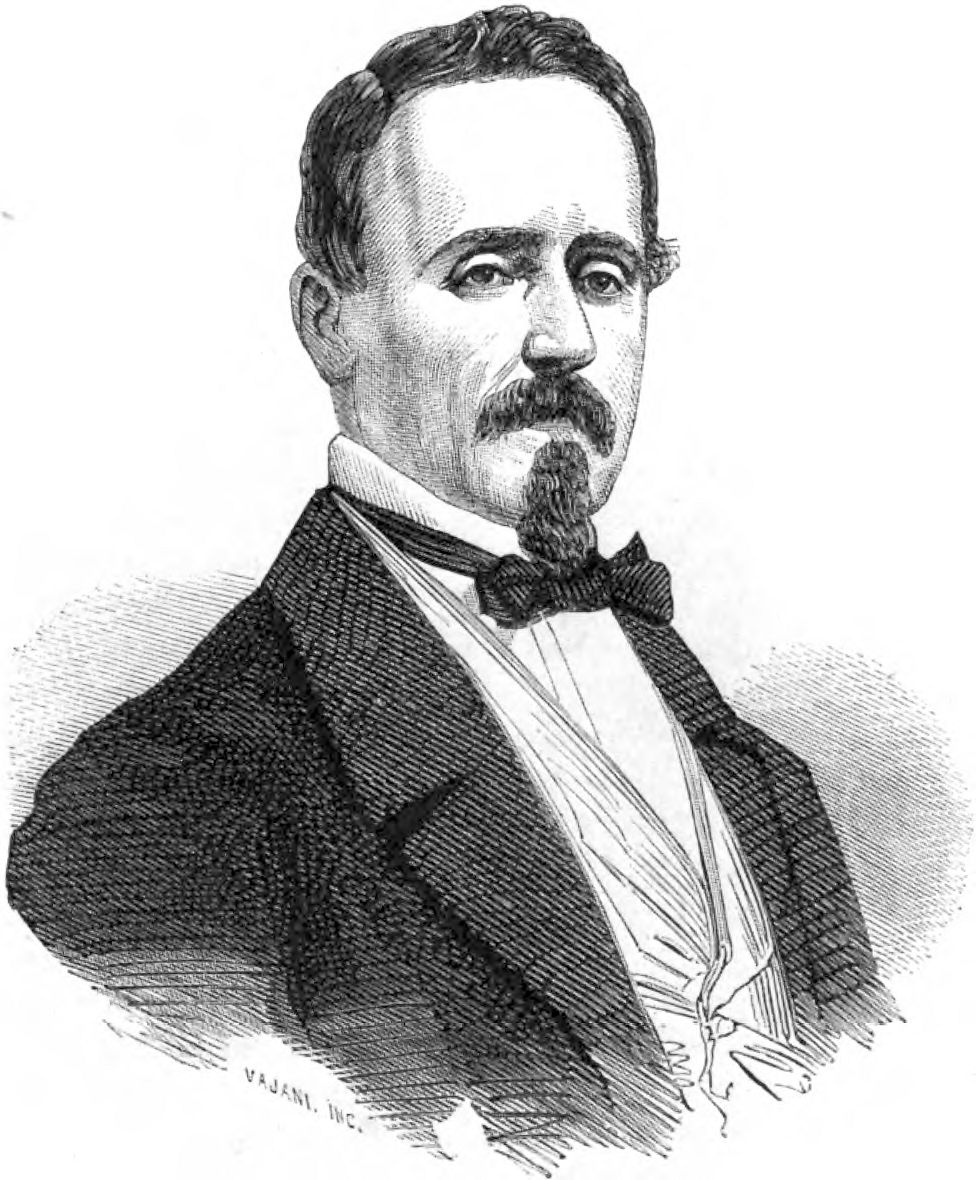
O tenente-geral Alessandro Della Rovere

Em 14 de abril de 1861, Montezemolo renunciou por motivos de saúde e foi substituído pelo general Alessandro Della Rovere, intendente geral do Exército que em 21 de abril nomeou um novo conselho de tenência.
Secretários-gerais
- Departamento da Graça e da Justiça, avdogado Paolino Maltese;
- Departamento do Interior, cavaleiro Carlo Faraldo, intendente de primeira classe, anteriormente vice-governador em Nice;
- Departamento das Finanças, Gregorio Caccia, procurador-geral do Grande Tribunal de Contas;
- Departamento de Educação Pública, Obras Públicas e Agricultura e Comércio, cavaleiro Federico Napoli;
- Departamento de Segurança Pública, Francesco Paolo Ciaccio.

Com um Decreto Real de 20 de agosto de 1861, "parte dos assuntos que antes pertenciam à Tenência-General foram assumidos pelo Governo Central". Della Rovere, que nunca havia estado na ilha antes, considerava a questão siciliana principalmente um problema policial, a ser resolvido como uma questão de segurança pública.
Em 5 de setembro do mesmo ano, o General Ignazio De Genova di Pettinengo tornou-se tenente-general.
O Decreto Real n.º 91, de 5 de janeiro de 1862, aboliu a "Tenência-Geral da Sicília". O artigo 4º previa que "Todos os anos, delegaremos uma Pessoa de destaque para Nos representar em Palermo nas funções de Nossa Legação Apostólica e da Monarquia Real nas Províncias Sicilianas".

### Tenentes-generais do rei
- Sen. Massimo Cordero di Montezemolo (2 de dezembro de 1860 - 14 de abril de 1861)
- Gen. Alessandro Della Rovere (14 de abril - 5 de setembro de 1861)
- Gen. Ignazio De Genova di Pettinengo (5 de setembro de 1861 - 5 de janeiro de 1862)